# Trisetum pauciflorum
Trisetum pauciflorum là một loài thực vật có hoa trong họ Hòa thảo. Loài này được Keng f. miêu tả khoa học đầu tiên năm 1976.